# Dynamite Kid
Thomas Billington (Lancashire, 5 de dezembro de 1958 - Manchester, 5 de dezembro de 2018), mais conhecido pelo seu nome no ringue Dynamite Kid, foi um lutador de wrestling profissional britânico, mais conhecido por ter atuado nas empresas World Wrestling Federation, Stampede Wrestling, All Japan Pro Wrestling e New Japan Pro Wrestling entre 1986 e 1989.  Ele fez parte da tag team British Bulldogs junto com seu primo falecido Davey Boy Smith, onde foi Campeão Mundial de Duplas por uma oportunidade.

## Morte
Dynamite morreu em 5 de dezembro de 2018, no dia em que faria 60 anos de idade. a causa de sua morte não foi revelada.